# Kizil'skij rajon
Il Kizil'skij rajon (in russo Кизильский район?) è un rajon dell'oblast' di Čeljabinsk, nella Siberia occidentale. Istituito nel 1926, il suo capoluogo è Kizil'skoe.